# دونالد إي. ويستلاك
دونالد إي. ويستلاك (بالإنجليزية: Donald E. Westlake) (و. 1933 – 2008 م) هو كاتب، وكاتب سيناريو، وروائي، وكاتب خيال علمي أمريكي، ولد في بروكلين، توفي في المكسيك، عن عمر يناهز 75 عاماً، بسبب نوبة قلبية.

## التعليم
تعلم في جامعة بينغامتون.

## جوائز وترشيحات
حصل على جوائز منها:
جوائز
- جائزة إدغار

ترشيحات
- جائزة الأوسكار لأفضل كتابة

ترشح لـ:
- جائزة الأوسكار لأفضل كتابة "سيناريو مقتبس"، عن عمل: The Grifters (film) [الإنجليزية]‏.

## وصلات خارجية
- دونالد إي. ويستلاك على موقع IMDb (الإنجليزية)
- دونالد إي. ويستلاك على موقع ألو سيني (الفرنسية)
- دونالد إي. ويستلاك على موقع ميوزك برينز (الإنجليزية)
- دونالد إي. ويستلاك على موقع أول موفي (الإنجليزية)
- دونالد إي. ويستلاك على موقع قاعدة بيانات الأفلام السويدية (السويدية)
- دونالد إي. ويستلاك على موقع قاعدة بيانات الفيلم (الإنجليزية)
- دونالد إي. ويستلاك على موقع كينوبويسك (الروسية)